# Compton Bassett
Compton Bassett est une paroisse civile et un village du Wiltshire, en Angleterre. Cette paroisse compte 208 habitant.